# Der Ball ist rund
Der Ball ist rund war eine Musiksendung im Hörfunk des Hessischen Rundfunks, die von 1984 bis Ende 2008 ausgestrahlt und von Anbeginn von Klaus Walter zusammengestellt und moderiert wurde. Abseits des musikalischen Mainstreams beschäftigte sich Walter in dieser Sendung vorwiegend mit Künstlern, die zwar noch keine Charterfolge vorweisen konnten, jedoch möglicherweise neue Trends setzten.
Innerhalb kurzer Zeit hatte Der Ball ist rund eine große und treue Fangemeinde gewonnen. Nach einem einjährigen Wechsel zur Hörfunkwelle hr2 wurde diese Sendung seit Mai 2005 wieder auf hr3 ausgestrahlt.
Der Titel der Sendung leitet sich von der lapidaren „Fußballweisheit“ „Der Ball ist rund und ein Spiel dauert 90 Minuten“ her, die dem ehemaligen deutschen Bundestrainer Sepp Herberger zugeschrieben wird. Fußballerische Querverweise durchzogen auch sonst leitmotivisch viele Sendungen. Die Moderation seiner Sendung beendete Klaus Walter stets mit dem Satz „… und nicht vergessen, das nächste Spiel ist immer das schwerste!“ 
Der Moderator gab in der Sendung vom 2. November 2008 die Einstellung von Der Ball ist rund zum 27. Dezember desselben Jahres bekannt. Dagegen lief eine von Hörern initiierte Unterschriftenkampagne.